# Мірзоян Арсен Романович
Арсен Мірзоян (нар. 20 травня 1978, Запоріжжя) — український співак вірменського походження, автор пісень та заслужений артист України (2020) . Учасник талант-шоу «Голос країни».

## Біографія

### Дитинство, юність, навчання
Народився та зростав у Запоріжжі. У 1995 році він вступив до Запорізької державної інженерної академії на спеціальність інженер кольорової металургії. Навчальний заклад закінчив у 2000 році.

### ВАТ «Запоріжсталь»
Після закінчення вишу працював на «Мотор Січі» в Запоріжжі. Та після того, як майже вся вишівська команда КВК влаштувалась на роботу на ВАТ «Запоріжсталь» та організувала там однойменну команду, був запрошений на роботу в механічний цех комбінату, де пропрацював 12 років майстром дільниці.

### Втрата слуху
У 2000 році повністю утратив слух на лівому вусі, у 2004 році — на правому. Проте лікарі завдяки протезуванню повернули йому можливість займатись музикою.

### Особисте життя
Перебував у стосунках та проживав з Тонею Матвієнко. Має двох синів від першого шлюбу, а 15 січня 2016 року Антоніна народила доньку Ніну. Через півтора року, 15 червня 2017 року, вони узаконили свої стосунки.

## Музична кар'єра

### Початок
Професійної музичної освіти не має. 1997 року виступав у складі гурту «Арс». Потім його запрошено до гурту «Тотем», який після різноманітних реформ та кількаразових змін складу поступово перетворився у гурт «Бабурка». Саме з цим колективом узяв участь у фестивалях «Перлини сезону» та «Червона Рута». На одному з них познайомився з Сашком Положинським, лідером гурту «Тартак», який незабаром став ведучим проєкту «Свіжа кров» на телеканалі М1, головною метою якого був пошук молодих талановитих гуртів та виконавців. В одну із таких програм Сашко запросив Арсена разом із гуртом . Згодом, 2008 року, запросив узяти участь у фестивалі «Таврійські ігри» у складі власного гурту «Тартак», де Арсен замість Андрія Підлужного виконував пісню «Не кажучи нікому».

### Голос країни
2011 року став учасником шоу «Голос країни», пройшовши складні відбіркові етапи, та потрапив до прямих ефірів у складі команди Стаса П'єхи. На проєкті серед учасників та організаторів проєкту за Арсеном закріпилося звання «бунтаря» . Посів четверте місце у фіналі «Голосу Країни», у якому виконував авторську пісню «Ніч», яка згодом увійшла до альбому під іншою назвою — «Вагітні майбутнім».  

### Перший альбом

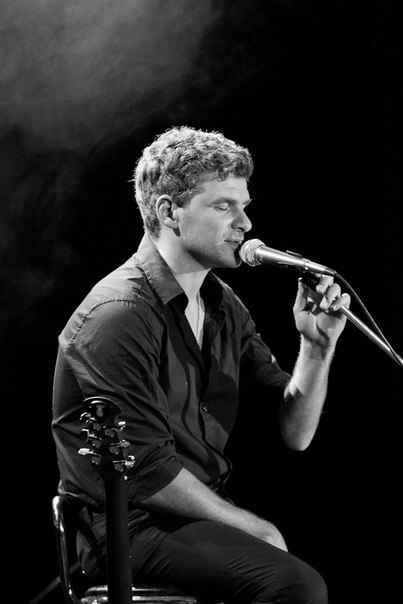
Мірзоян під час виступу в Києві, 2012 року

30 листопада 2011 року відбулася презентація дебютного альбому «Ґудзики». Альбом складається із десяти пісень та бонус треку — пісні «Івана Купала» — авторської пісні Арсена, яку він виконує дуетом із Тонею Матвієнко .

### Другий альбом
2013 року вийшов другий студійний альбом «Незручні ліжка», до якого увійшло 11 пісень. Виступав на Євромайдані.
2017 року Арсен брав участь у національному відборі на Євробачення, змагаючись за право представляти Україну на пісенному конкурсі. Пісню «Джеральдіна» він написав у співавторстві з Полем Манондізом, українським співаком французького походження. Пісня посіла третє місце у півфіналі.

## Інші творчі експерименти
Упродовж кількох років грав у складі команди КВК «Запоріжсталь» у центральних лігах ТО «АМіК». Є резидентом «Камеді-клаб Україна», а також комедійного шок-шоу «Хулиганы» (Запоріжжя).
Фіналіст телевізійного проєкту каналу ТНТ-Росія «Сміх без правил» (2008) . У 2013 році брав участь у шоу Вишка, з якого вибув у другому раунді.

## Інші таланти та захоплення
Добре малює. Вправний кулінар. Полюбляє спорт, їзду на велосипеді, волейбол. У шкільні та студентські роки грав у театрі та професійно займався гандболом.[джерело?]
У літературі віддає перевагу Анні Ахматовій та Ігорю Сєверянину.

## Дискографія

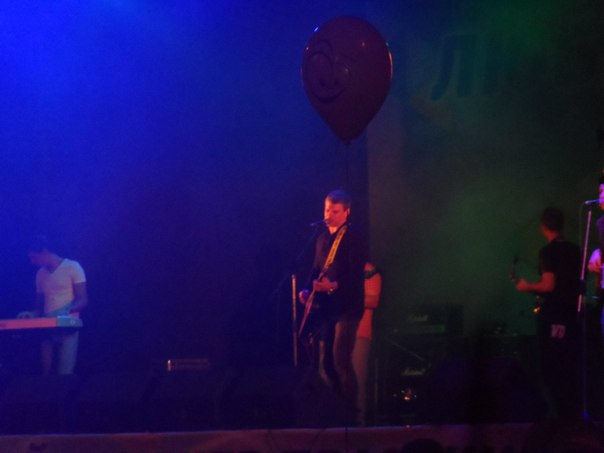
Мірзоян у Мелітополі, 2015 року

### «Ґудзики» (2011)
30 листопада 2011 року вийшов дебютний альбом «Ґудзики». До нього увійшло 11 авторських пісень:
1. Тісто
2. Курам на сміх
3. Ґудзики
4. Кінець кохання
5. Скажи чому
6. Не на людях
7. Бувай, малий
8. Вагітні майбутнім
9. Не тобі
10. Для всіх
11. Івана Купала (ft. Тоня Матвієнко)

### «Незручні ліжка» (2013)
2013 року вийшов другий студійний альбом «Незручні ліжка». До нього ввійшло 11 пісень:
1. Коли ти підеш
2. Капронові банти
3. П'ята Ахілла
4. Зимовий пляж
5. Смужка
6. Невчасна
7. Москва-Новосибірськ
8. На кордоні зими
9. Вінні-Пух
10. Пілігрим
11. Когда весна придет, не знаю (ft. Олександр Пономарьов)

«Ніч» (2015)
2015 року вийшов альбом «Ніч». До нього увійшло 8 пісень:
1. Осіння
2. Не на людях
3. Ніч
4. Невчасна
5. Небо на себе
6. Екзюпері
7. Чанг
8. Yes we've got it man

«Паперовий сніг» (2016)
2016 року вийшов третій студійний альбом «Паперовий сніг». До нього увійшло 11 пісень:
1. Паперовий сніг
2. Інші двері
3. Можеш як…
4. Таксі
5. Мачо
6. Небо на себе
7. Поцілуй
8. Медузи
9. Стрелы
10. Прости
11. Исповедь гонщика

«Слова і Ноти» (2017)
2017 року вийшов четвертий студійний альбом «Слова і Ноти». До нього увійшло 11 пісень:
1. Ідіоти
2. Зменшуй Оберти
3. Листя Жовтня
4. Слова Розлук
5. Позич Мені Себе
6. Гави
7. Джеральдіна
8. Не Магеллан
9. Жорж Санд
10. Фура і Артисти (ft. Олександр Положинський)
11. Geraldine

«Інгредієнт» (2019)
2019 року вийшов п'ятий студійний альбом «Інгредієнт». До платівки увійшло 11 пісень, а презентація відбулася на сольному концерті у Палаці Україна.
1. Інспектор Час
2. По той бік
3. Вулиці
4. Незнайомці
5. Королева
6. Інгредієнт
7. Межа
8. М'яч
9. Вулкан
10. Іграшкова зброя (ft. Олег Собчук)
11. 1000 раз (bonus track)

### «Монархія» (2021)

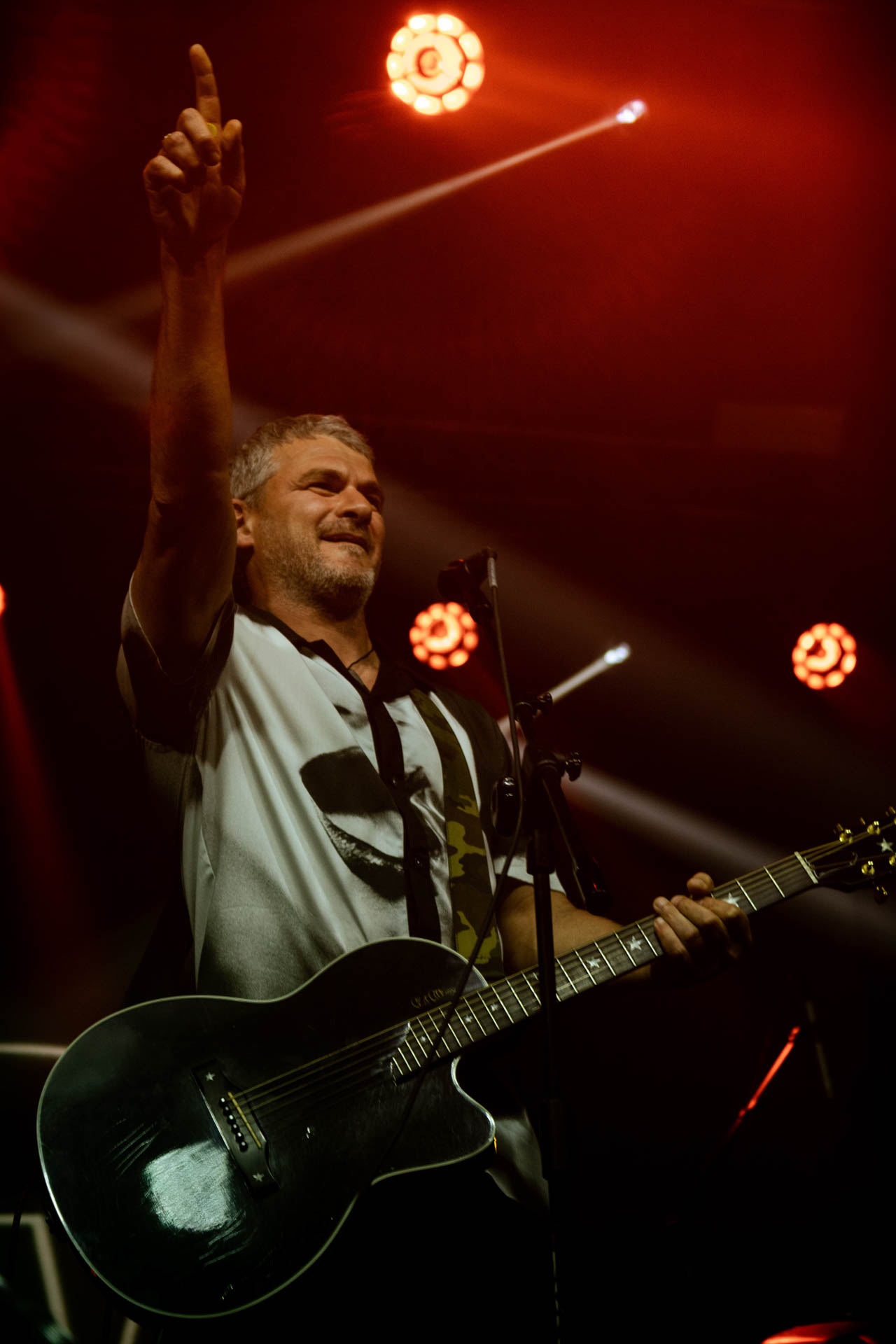
Мірзоян на концерті «Українська пісня-2022», у Ґданську (Польща)

2021 року вийшов 6 студійний альбом «Монархія». До платівки увійшло 12 пісень. Презентація альбому відбулася 29 листопада 2021 у Палаці Україна.
1. Ваша Величність
2. Твій Король
3. Земля
4. Стіни
5. Офелія
6. Подружка
7. Намалюю Зиму
8. Штучні Сонця
9. Інженер
10. Сніговик (дует з донькою — Ніною Матвієнко молодшою)
11. Твій День
12. Манікюр

## Благодійність
Арсен виступає з концертами у дитячих будинках, інтернатах та на спеціальних благодійних заходах. А також, як для військових, так і задля військових. 
Спільно з командою волонтерів був створений тур: #6992кмдержавногокордону. За допомогою команди туру пригнано і передано на фронт більше 1200 автівок.

## Фільми
- 2021 — Кохання без вагання — Олександр

## Кліпи
- «Бувай, малий» 2010 [Архівовано 18 жовтня 2015 у Wayback Machine.]
- «Вінні-Пух» 2012 [Архівовано 5 липня 2014 у Wayback Machine.]
- «Коли ти підеш» 2013 [Архівовано 1 жовтня 2015 у Wayback Machine.]
- «Івана Купала» 2014 [Архівовано 14 грудня 2018 у Wayback Machine.]
- «Можеш як» 2015 [Архівовано 24 грудня 2021 у Wayback Machine.]
- «Інші двері» 2016 [Архівовано 19 листопада 2021 у Wayback Machine.]
- «Джеральдіна» 2017
- «Не Магеллан» 2017
- «Ідіоти» 2018
- «1000 раз» 2018
- «Незнайомці» 2019
- «Штучні сонця» 2020

## Нагороди
- Орден «За заслуги» III ст. (23 серпня 2022) — за значні заслуги у зміцненні української державності, мужність і самовідданість, виявлені у захисті суверенітету та територіальної цілісності України, вагомий особистий внесок у розвиток різних сфер суспільного життя, відстоювання національних інтересів нашої держави, сумлінне виконання професійного обов’язку.[5]